# خلنگ‌سانان
خَلَنگ‌سانان (نام علمی: Ericales) یکی از راسته‌های گیاهان است.
خلنگ‌سانان راسته‌ای بزرگ از دولپه‌ای‌ها است دارای حدود ۸۰۰۰ گونه با پراکندگی گسترده که شامل گیاهانی مانند چای ، کیوی ، خرمالو و برخی گیاهان گوشتخوار است.